# 球脬黄耆
球脬黄耆（学名：Astragalus sphaerophysa）是豆科黄芪属的植物。分布于中亚以及中国大陆的新疆等地，生长于海拔800米的地区，多生于固定沙丘及半固定沙丘上，目前尚未由人工引种栽培。